# Pseudopoda schawalleri
Pseudopoda schawalleri là một loài nhện trong họ Sparassidae.
Loài này thuộc chi Pseudopoda. Pseudopoda schawalleri được Peter Jäger miêu tả năm 2001.